# Acacia costata
Acacia costata är en ärtväxtart som beskrevs av George Bentham. Acacia costata ingår i släktet akacior, och familjen ärtväxter. Inga underarter finns listade i Catalogue of Life.